# العمليات العسكرية خلال التدخل العسكري التركي في قبرص

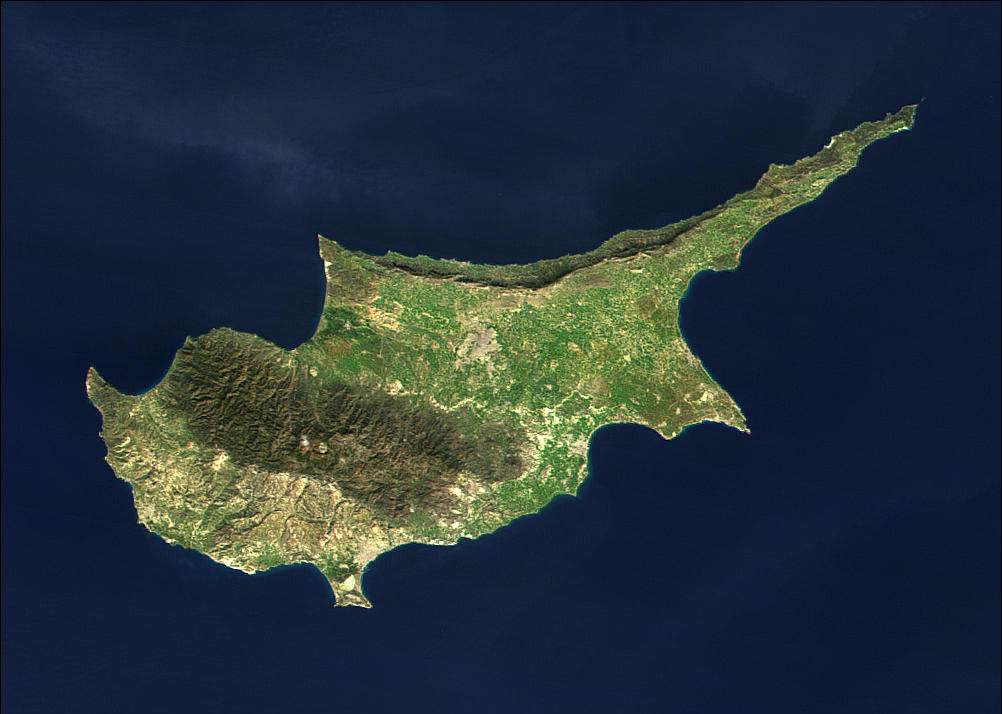
صورة الأقمار الصناعية لقبرص.

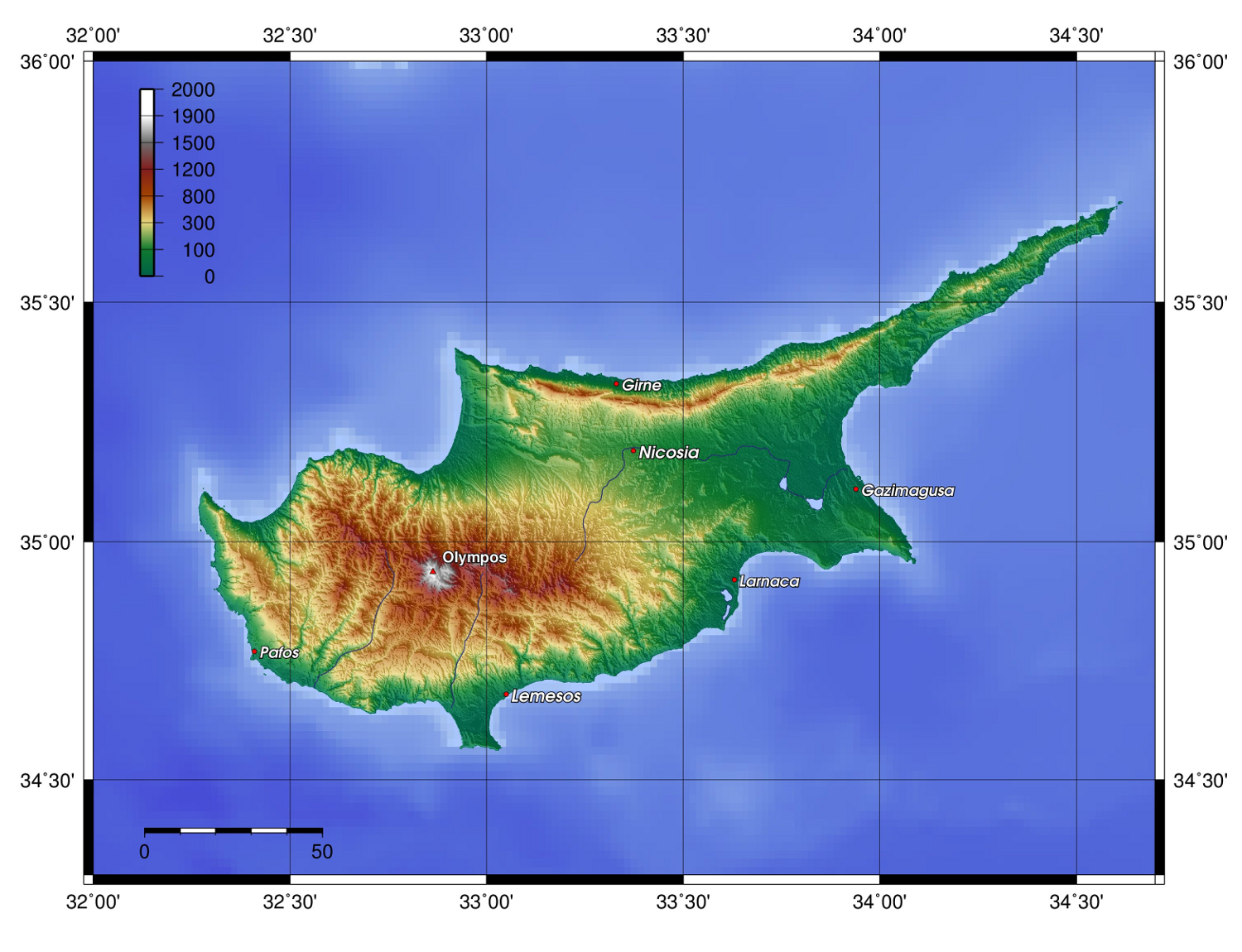
طبوغرافيا قبرص.

في سنة 1974 استولت تركيا على الجزء الشمالي من جمهورية قبرص ردًا على الانقلاب العسكري الذي حدث في الجزيرة لضمها إلى اليونان. وقالت تركيا أن هذا كان تدخلاً وفقًا لمعاهدة الضمان. وتكون التدخل التركي العسكري من هجومين رئيسيين، وشمل عمليات قتالية جوية وبرية وبحرية. حاولت القوات المسلحة القبرصية اليونانية مقاومة الهجمات والرد عليها كجزء من خطة دفاع منسقة أثبتت عدم كفاءة التعامل مع القوات التي جلبتها تركيا، وأسفرت الحرب عن وقف إطلاق النار الذي استمر حتى يومنا هذا.

## الأحداث التي أدت إلى التدخل التركي في قبرص 1974

### المجلس العسكري في اليونان والاضطرابات السياسية
بدأ حكم الجيش في اليونان في صباح يوم 21 أبريل 1967 بانقلاب قاده مجموعة من ضباط الجيش اليوناني وخروج الحكومة إلى المنفى، وانتهى حكمهم في يوليو 1974.

### فترة مكاريوس
كانت الفترة من 1964 إلى 1974 حقبة مضطربة للجزيرة، مع انهيار واضح للعلاقات بين الجانبين القبرصي اليوناني والقبارصة الأتراك عبر طيف العلاقات الاجتماعية والسياسية. وفي سنة 1963 تخلى القبارصة الأتراك طوعا وبضغوط خارجية، عن وجودهم الدستوري في الحكومة القبرصية. تلا ذلك أعمال عنف في نيقوسيا بعد فترة وجيزة. وفي 1964 تدخل الحرس الوطني القبرصي عسكريًا ضد تهديد عسكري قبرصي تركي وهمي في شمال غرب الجزيرة بالقرب من جيب كوكينا، مما أدى إلى مواجهة مباشرة مع تركيا، التي ردت عسكريا لكنها لم تصل إلى حد الغزو. وخلال الاضطرابات بدأت الجزيرة في احتضان تعصب الجانبين اليوناني والقبرصي التركي من الإينوسيس والتقسيم على التوالي، وكليتهما أيديولوجيتان متعارضتان. فالإينوسيس هي محاولة لدمج الجزيرة باليونان، في حين دعا تقسيم لتقسيم الجزيرة بين اليونانيين والأتراك.

### الانقلاب العسكري على مكاريوس الثالث
في 15 يوليو 1974 شن الحرس الوطني القبرصي بقيادة المجلس العسكري اليوناني في أثينا، انقلابًا ضد الرئيس المنتخب ديمقراطياً رئيس الأساقفة مكاريوس الثالث. ونزلت قوة كبيرة من القوات والدبابات على قصر رئيس الأساقفة في نيقوسيا وحاصرته، على الرغم من تمكن رئيس الأساقفة مكاريوس نفسه من الفرار. إلا أن القوات المدافعة عن القصر الرئاسي قاومت الهجوم، واستمر القتال في المنطقة بين مؤيدي مكاريوس وأنصار المجلس العسكري لجزء كبير من ذلك اليوم. وبعدها تم تعيين نيكوس سامبسون وهو عضو سابق في الإيوكا ليكون رئيسًا للجمهورية، على الرغم من استقالته لاحقًا في 23 يوليو بعد انهيار الدعم لنظامه. مثّل الانقلاب استفزازًا ضد تركيا وفرصة لها للتدخل العسكري خوفًا على سلامة المجتمع القبرصي التركي ليكون هدفها الرئيسي.

## الوضع العملياتي وتوازن القوى عشية الحرب

### القوات القبرصية التركية
بعد انتهاء العنف الطائفي بين 1963 و 1964، بدأ الوضع يستقر نسبيًا في الجزيرة. وقد انسحب السكان القبارصة الأتراك إلى جيوب، ضمت كل منها عدة قرى ولها قوتها المسلحة الخاصة.
كان أكبر جيب للقبارصة الأتراك هو جيب نيقوسيا - سانت هيلاريون، وسمي أيضًا بجيب جونيلي، ويبلغ عدد سكانه 25000 نسمة من إجمالي 117,000 قبرصي تركي في الجزيرة، وشمل المنطقة الشمالية من نيقوسيا، حيث امتد شمالًا نحو سلسلة جبال كيرينيا، لكن لم يكن لديه منفذ إلى البحر. وفي سنة 1964، احتل المقاتلون القبارصة الأتراك من قرية أغرداغ ممر بوغاز دون قتال. ولم تنجح جهود القبارصة اليونانيين لطردهم بالقوة. نتيجة لذلك سيطرت القوات القبرصية التركية على طريق نيقوسيا - كيرينيا السريع، والوصول إلى المنطقة الساحلية شمال جبال كيرينيا. مع وجود ممر بوجاز في أيدي الأتراك، اضطرت القوات اليونانية إلى استخدام طرق أطول للوصول إلى الساحل الشمالي، وهو ممر باناجرا في غرب كيرينيا.
كانت الجيوب الأخرى ذات الأهمية القبرصية التركية هي فاماغوستا وليفكا وتزياوس (سيردارلي) وليماسول ولارنكا وبافوس وليمنيتيس وكوكينا ولوروتزينا.
كان مجموع القوات القبرصية التركية 27 كتيبة مشاة، مجمعة في 8 أفواج، وقوة تصل إلى 20000 رجل. كانت الكتائب القبرصية التركية مسلحة بأسلحة خفيفة وقليلة القوة، وكانت تقتصر عمومًا على القدرات الدفاعية. كما تم تدريبهم على العمليات غير التقليدية، مثل التخريب والكمائن وما إلى ذلك. ضمت القوات التركية الفوج التركي في قبرص (KTKA) المكون من 1000 رجل (اسميا 650)، تم تنظيمهم في مجموعتين واحدة في غونيلي والأخرى في أورتاكوي.

### القوات القبرصية اليونانية
كانت القوة الرئيسية للقبارصة اليونانيين هي الحرس الوطني، الذي أنشئ في أعقاب أعمال العنف الطائفي بين 1963 و 1964. تم تجهيز الحرس الوطني بمعدات فائضة من اليونان، خاصة من أصل بريطاني معززة بشراء أسلحة سوفيتية في 1965. ويتكون الحرس الوطني من 15 كتيبة مشاة نشطة و 19 كتيبة احتياطي، و 3 كتيبة كوماندوز نشطة و 1 كتيبة كوماندوز احتياطي ودبابة وكتيبة استطلاع آلية وكتيبة استطلاع و 6 كتائب مدفعية ميدانية وكتيبة هندسة ووحدات أخرى أصغر (مثل مدفعية AT و AAA). تم تجميعهم في 5 مناطق عسكرية تسمى الأوامر التكتيكية العالية (ATD)، ولها قيادة كوماندوز واحدة وقيادة مدفعية واحدة وما إلى ذلك. كان إجمالي قوتها الاسمية في زمن الحرب 40,000 رجل، من بينهم حوالي 30,000 من جنود الاحتياط، مع 32 دبابة و 80 مدفعية ميدانية بالإضافة إلى حوالي 100 عربة مصفحة.
كان الحرس الوطني الذي يسيطر عليه ضباط يونانين (حيث كانت قبرص تفتقر إلى الضباط المدربين)، ويُنظر إليه على أنه أداة لأثينا في التوتر السياسي بين أثينا ونيقوسيا. ونتيجة لذلك أهملت الحكومة القبرصية تعزيز الحرس الوطني، باستثناء بعض المشتريات في سنة 1965، مما أدى إلى نقص في المعدات الميكانيكية عند عمليات الصيانة، وانخفاض مخزون الذخيرة وقدمها. أسست حكومة مكاريوس في 1972 «إفدريكون سوما» (والتي تُترجم إلى «الفيلق الاحتياطي») بأفراد من الشرطة. ومن الناحية الرسمية كان إيفدريكون قوة شرطة ثقيلة لتعزيز الحرس الوطني في زمن الحرب، ولكن في الواقع كان الثقل الموازن الموثوق لمكاريوس ضد الحرس الوطني الذي تسيطر عليه أثينا. تم تجهيز إفدريكون بشكل خفيف بأسلحة تشيكوسلوفاكية حديثة ومدربة جيدًا على الطراز العسكري. وكانت تتألف من 3 كتائب. قوة أخرى شبه عسكرية هي EOKA B، والتي كانت في 1974 تضم حوالي 5000 عضو ولديها 1000 قطعة سلاح ناري. كما وُجدت مجموعات شبه عسكرية أصغر تحت قيادة القادة السياسيين ومساعديهم.
لم يكن الفوج اليوناني في قبرص (ELDYK) تحت السيطرة المباشرة للحرس الوطني. كانت تتألف من كتيبتين مشاة، مع 1200 رجل (اسميا 950). كانت مدربة ومنظمة بشكل جيد ولكنها مجهزة بأسلحة خفيفة وقديمة. إلى جانب فوج الكوماندوز التي تعتبر أفضل وحدة على الجانب القبرصي اليوناني.

## خطط الهجوم
كانت احتمالية غزو قبرص قد أخذت بالاعتبار فعليًا سنة 1964. ووضعت الخطط النهائية في 1967، وأعيد التفكير بها لاحقًا لاستيعاب أي تغييرات في حالة العمليات.
وفقًا للخطة التركية، فإن الهدف النهائي هو خطي «شاهين» و«أتيلا»، أي الاستيلاء على جزء كبير من شمال قبرص. وقسمت العملية على مرحلتين. كان الهدف الأول هو إنشاء رأس جسر يتيح الوصول إلى البحر في جيب غونيلي القبرصي التركي. من أجل منحه عمقًا آمنًا، وجرى التخطيط لتأمين مثلث بقاعدة طوله 18 كم على الساحل وعمق 22 كم. وبعد ذلك توقف العمليات للسعي إلى حل دبلوماسي. فإذا فشلت الدبلوماسية، فإنهم سيباشرون بقوة هدفهم الثاني وهي «خطة أتيلا». كان من المتوقع أن تستغرق المرحلة الأولى 3 أيام، والثانية 3-4 أيام ليصبح المجموع من 6-7 أيام.
على الرغم من أن العملية اعتبرت صعبة، إلا أنها أيضًا كانت بسيطة، لأن هيئة الأركان العامة التركية توقعت تفوقًا تامًا في البحر الأبيض المتوسط. أما مصدر القلق الأكبر لهم فكان بحر إيجة، وإمكانية هجوم يوناني هناك. وإن اعتبرت الحدود البرية اليونانية التركية في تراقيا آمنة حيث كانت محصنة ومحصنة بشكل كبير.
وتشمل العملية قوات جوية وبحرية وبرية. أسطول بحري مكون من 5 مدمرات و 31 سفينة إنزال يحمل القوات البرمائية، بينما يقوم سلاح الجو بإسقاط المظليين والإمدادات وتوفير الدعم الجوي للعملية بأكملها.
تم وضع القوات البرية المفصلة للعملية تحت قيادة الفيلق السادس من الجيش الثاني. ومن بينهم «القوة الضاربة الخاصة جاكماك»، وهي وحدة على مستوى لواء تقوم بعملية الإنزال البرمائي، ولواء الكوماندوز ولواء المظلات وفرقة المشاة 39 وفرقة المشاة الآلية 28 وعناصر من اللواء المدرع الخامس وجندارما. وقد تمركز حوالي 6000 مقاتل من القبارصة الأتراك داخل جيب غونيلي.

## إنزال وهجوم أتيلا 1، وخطة دفاع أفروديت 2 والهجوم المضاد

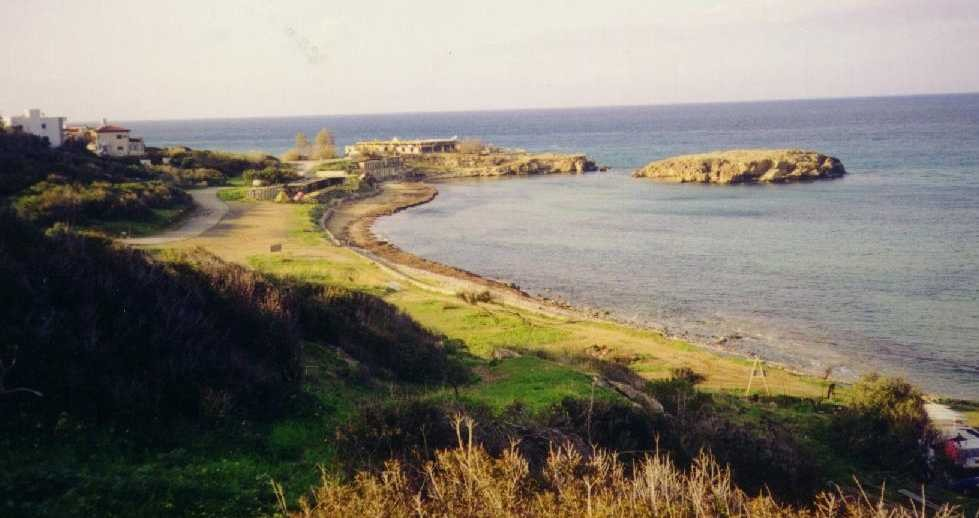
الرأس البحري لبنتملي على ساحل كيرينيا.

كانت القيادة العليا للحرس الوطني القبرصي قد خططت لهجوم واسع النطاق على الجيوب القبرصية التركية في حالة حدوث غزو تركي، من أجل القضاء بسرعة على تلك الجيوب باعتبارها موطئ قدم محتمل لرأس جسر. أعطيت الخطة الأولية (التي وضعها جورجيوس غريفاس في 1964) اسم رمزي "أفروديت 1"، واعتمدت على وجود فرقة يونانية كاملة قوامها 10,000 جندي بأسلحة ثقيلة. ومع ذلك فقد سحبت تلك الفرقة من الجزيرة سنة 1967، وبالتالي وضعت خطة بديلة قبيل 1974، سميت أفروديت 2، وكان من المفترض أن تتخذ شكل هجوم بري كبير ضد الجيوب، وكانت تلك بمبادرة من القبارصة اليونانيين وليس اليونانيين. لا ينبغي الخلط بين هذا الهجوم وبين ما سمي بخطة أفروديت 3/ هيفايستوس"، التي وضعتها في مارس 1974 منظمة إيوكا-ب المتآمرة على الانقلاب لتكون تكملة لأفروديت 2، إلا أن تنفيذها لم يتم أبدًا.

### 20 يوليو 1974

#### غرنة ورأس بنتمللي البحري
في الساعات الأولى من يوم 20 يوليو 1974، شنت القوات المسلحة التركية غزوًا برمائيًا لبنتميلي (شاطئ خمسة ميل) الواقع على الساحل الشمالي، وعلى بعد حوالي 8 كم غرب مدينة المرفأ الرئيسي كيرينيا. نشأت القوة البحرية التركية المشاركة في نقل القوات البرمائية من ميناء مرسين وحاولت أولاً الهبوط على شاطئ جليكيوتيسا، لكن هذا الموقع أثبت أنه غير مناسب لرأس جسر. قام رجال الضفادع الأتراك الذين تم نقلهم بواسطة زورق حربي بتفتيش بنتميلي بحثًا عن ألغام قبل الإنزال.
احتوت قوات الإنزال التركية بقيادة العميد تونسر من لواء إنزال «قوة الضربة الخاصة جاكماك»، وكتيبة من فوج المشاة البرمائي السادس بقيادة القائد إيكيز، وكتيبة المشاة الخمسين تحت قيادة العقيد كاروغلانوغلو (فرقة المشاة التاسعة والثلاثون) وسرية دبابات من الفرقة التاسعة والثلاثين كتيبة 39 مشاة. وتألفت تلك القوة من حوالي 3000 جندي، و 12 دبابة M47 و 20 ناقلة جنود مدرعة من طراز M113، بالإضافة إلى 12 مدفع هاوتزر عيار 105 ملم. لم يكن موقع الإنزال محل خلاف حتى وصول الموجة الأولى من القوات التركية إلى الشاطئ.
في حوالي الساعة 01:30 اكتشف رادار SEP/A الموجود في رأس أبوستلوس أندرياس في شبه جزيرة كارباس سفينة تركية تقترب من كيرينيا على مسافة 35 ميل بحري (65 كـم). وفي الساعة 05:00 تم إرسال زورقي طوربيد قبرصي يوناني T-1 و T-3 من ميناء كيرينيا للاشتباك مع الأسطول البحري التركي الذي كشفوه وهو يقترب من الساحل. تعرضت T-1 لنيران 40 ملم مضادة للطائرات وغرقت، وبعد بضع دقائق تم تدمير T-3 بنيران مشتركة من السفن والطائرات، وغرقت مع فقدان جميع أفراد طاقمها باستثناء واحد.
كانت أولى الوحدات القبرصية اليونانية التي وصلت إلى المنطقة عبارة عن سريتين من كتيبة المشاة 251، تدعمها فصيلة من خمس دبابات T-34 معارة من السرية الثانية كتيبة الدبابات المتوسطة 23ΕΜΑ‏. اشتبكت تلك القوة مع قوة الإنزال التركية في الساعة 10:00 صباحًا بدعم مدفعي متقطع من كتائب المدفعية القريبة. أسفر الهجوم في البداية عن تدمير موقعين تركيين للبنادق عديمة الارتداد وبعض الإصابات الأخرى، لكنه لم ينجح في طرد قوة الإنزال. أدت محاولة هجوم تركي مضاد بدعم من M113 ناقلة جنود مدرعة إلى تدمير اثنتين من تلك المركبات بواسطة دبابات T-34. بمجرد انسحاب الكتيبة 251 إلى الشرق (نحو كيرينيا) تقدمت القوة التركية مسافة كيلومتر واحد إلى الغرب، ثم تقدمت شرقًا. وقد فقد القبارصة أربع دبابات T-34 خلال الاشتباك، وتم التخلي عن الخامسة في معسكر الكتيبة 251.
وشنت الهجمات الجوية على أهداف للقبارصة اليونانيين في غرنة وما حولها، حيث تعرضت قاعدة الجيش في كوكينوتريميثيا للقصف، مما أدى إلى تدمير مركبتين مصفحتين من طراز مارمون-هرينجتون Mk-IVF وعربة قتال من طراز دايملر دينغو. كما تعرض ملعب كرة القدم الرئيسي في غرنة للهجوم، مما أدى إلى تدمير ناقلات جند مدرعة من طراز BTR-152 تم رصدها هناك.
احتوت وحدات المدفعية القبرصية اليونانية المشاركة في إعاقة الإنزال التركي ما يلي: الكتيبة 182 MPP التي كانت من معسكر ماكي جيورجالا في منطقة البوسفور بمقاطعة غرنة- تم نشر تلك الوحدة مع اثني عشر مدفعًا من عيار 25 هاون وستة مدافع مضادة للطائرات من طراز 12.5 ملم و 14.5 ملم. تخلت الوحدة عن مدفعين في معسكرها بسبب نقص الجرارات، ثم فقدت آخرين مع جرار في حادث على طريق لابيثو- غرنة. وأطلقت الكتيبة من المواقع التابعة لها في سان بافلوس طلقات نارية باتجاه الإنزال التركي، إلا أنها تعرضت لإصابات في هجوم بحري وجوي خلال النهار. وكان للكتيبة 190 MA/TP ثمانية عشر مدفعًا مضادًا للدبابات من عيار 57 ملم، ولكن لديها اثني عشر جرارًا لنقلهم. وكانت القوة تخلت عن معسكرها في الساعة 5:15، وتعرضت لهجوم بالطيران التركي دون خسائر. وانقسمت إلى تشكيلين من ستة مدافع، فهاجمت القوات التركية في باناغرون، وأطلقت النار أيضًا على موقع الإنزال التركي في بنتملي، مما أجبر السفن البحرية التركية على التراجع لفترة وجيزة إلى البحر؛ قامت سرية المدفعية 191POP بالاشتباك مع الجيش التركي من مواقع إطلاق النار في بلابايس، ونفذت قصف على القوات التركية في أسبري موتي وكوتزيا كاغيا؛ وتكبدت سرية المدفعية 198POP المزودة بأربع مدافع عيار 75 ملم وستة مدافع مضادة للطائرات بخسائر في المركبات وأجهزة الراديو والذخيرة في حريق غابة في 16 يوليو، وكانت حالتها سيئة عندما اشتبكت مع مظليين أتراك في قلعة سانت هيلاريون في 20 يوليو لدعم قوات كوماندوز جبلية في المنطقة.
فشلت كتيبتا المشاة القبرصية اليونانية 326 و 306 الموجودة في المنطقة في لعب دور مباشر في مقاومة الإنزال التركي. وتم إرسال كتيبتين كتيبة المشاة 281 وكتيبة المشاة الآلية 286 (+3 دبابات) من نيقوسيا لتعزيز الدفاعات في غرنة، لكن كلاهما تعرض لهجوم من الطائرات التركية في قرية كونتمنوس، مما أدى إلى تدمير الآليات الخفيفة وست مركبات مصفحة من طراز BTR-152، ومقتل قائد الكتيبة 286 المقدم جورجيوس بوتوس. تم إرسال كتيبة المشاة رقم 316 من مورفو على طول الطريق إلى غرنة، ليتم نصب كمين لهم وإجبارهم على اتخاذ مواقع دفاعية عند حاجز طريق تركي. أعادت الكتيبة 316 تجميع صفوفها وانضمت إلى عناصر الكتيبة 286 (المجهزة بثلاث دبابات T-34) التي وصلت بالتو.
ردا على الغزو تم إرسال ضابط أركان الحرس الوطني المقدم كونستانتينوس بوفاس في موكب مسلح إلى المنطقة الغربية من كيرينيا في محاولة لتنسيق هجوم مضاد. كانت خطته هي الاشتباك مع الأتراك ليلًا على الجبهة الغربية باستخدام ما تبقى من عناصر الكتيبة 281 و 316 و 286، إلى جانب وحدة من المدفعية المضادة للدبابات وثلاث دبابات T-34. نجح الهجوم في إجبار الأتراك على الانسحاب مؤقتًا، لكن هذا أدى إلى هجوم مضاد بعد توغل قوة بوفاس. أصيبت إحدى الدبابات القبرصية اليونانية الثلاث من طراز T-34 المرفقة بالمركبة 286MTP بنيران تركية مضادة للدبابات وتم تدميرها. وصلت كتيبة المشاة 306 متأخرة وهاجمت القوات التركية من الشرق لكنها فشلت في كسب أي أرض. وفي غضون ذلك وصلت كتيبة بانتازيس غير النظامية وهاجمت من الجنوب، لكنها فشلت أيضًا في تحقيق أي نصر حاسم. وفي مرحلة ما خلال العمل الليلي قُتل القائد التركي لفوج المشاة الخمسين، الكولونيل كاراوغلان أوغلو برصاصة صديقة من طراز M20 بازوكا أطلقت على الفيلا التي كانت مقرًا له.

#### الاقتراب من نيقوسيا
في حوالي الساعة 06:00 تم إنزال سرية من المظليين الأتراك فوق ميا ميليا شمال نيقوسيا مباشرة فوق القوات القبرصية اليونانية التي تقترب من جيونيلي. من بين 120 جنديًا تم إسقاطهم، قُتل وجرح 93 جنديًا وأسر واحد، بينما هرب الباقون.
في حوالي الساعة 7:30 صباحًا بدأت كتيبة قوامها 550 جنديًا من وحدة ELDYK مدعومة بـ 19 دبابة من كتيبة 23 دبابات متوسطة الحجم، بالإضافة إلى سرية واحدة من الحرس الوطني القبرصي هجومًا على الجيب التركي في غيونلي، شمال- غرب نيقوسيا. وكانت غيونلي هدفًا استراتيجيًا نظرًا لموقعها المتحكم في الطريق الرئيسي بين نيقوسيا وغرنة، وكان لا بد من القبارصة اليونانيين أن يستولوا عليها لضمان التعزيزات إلى غرنة. ولكن هذا الجيب قد حصنته القوات التركية بشكل كبير، استعدادًا لمثل تلك المواجهة، وكان محميًا بالمخابئ وأعشاش المدافع الرشاشة والخنادق المضادة للدبابات. تمركزت داخل الجيب مجموعة غيونلي من وحدة TOURDYK التابعة للجيش التركي، وتضم سريتي المشاة الثانية 2PB والثالثة 3PB، وسرية الأسلحة الثقيلة.
بدأ الهجوم بقصف الدبابات والمدفعية على غيونلي، مما أدى إلى رد تركي عبر الغارات الجوية، ولكن بسبب الدخان السائد من القصف وقذائف الهاون، ثبت أن هذه غير دقيقة إلى حد كبير. أسفرت محاولة القبارصة اليونانيين لشن هجوم مباشر منسق بدباباتهم عن كارثة، حيث دمرت المدفعية دبابتين T-34، وسقطت دبابتين T-34 أخريان في حفرة مضادة للدبابات. ومع تقدم الهجوم، واصل المظليون الأتراك التراجع داخل وحول الجيب، مما أدى إلى وقوع بعض الخسائر التي لا مفر منها.
انتقلت كتيبة المدفعية 185 MPP المجهزة باثني عشر مدفعًا من 25 مدقة وستة مدافع مضادة للطائرات (أربعة عيار 50 واثنان 14.5 ملم) إلى مواقع إطلاق النار خارج المعسكر. وقبل أن تبدأ هجومها على غيونلي، تعرضت للقصف من القوات الجوية التركية، مما أدى إلى فقدان خمسة مدافع من 25 مدقة وستة جنود. قصفت بنادقها المتبقية غيونلي ثم تحركت في منتصف النهار بالقرب من دير مقدونيتساس.
تمكنت سرية المدفعية 184MGP ن إنقاذ أسلحتها المكونة من ستة مدافع عيار 25 مدقة واثنين من مدافع مضادة للطائرات عيار 50 من القاعدة المحترقة بعد الهجوم الجوي، على الرغم من مقتل ثلاثة أفراد. وأطلقت في البداية طلقات من المعسكر تجاه غيونلي، قبل أن تنتقل مع 185 MPP إلى دير مقدونيتساس، حيث استمرت في إطلاق النار على غيونلي، وتلقت هجومًا جويًا تركيًا دون خسارة.
انسحب اليونانيون إلى الجنوب الغربي ثم طلبوا تعزيزات لهجوم ثانٍ منسق باستخدام 15 دبابة متبقية وكتيبتا المشاة 361 و 399، وكلفت تلك القوات الجديدة بالالتفاف من الشمال والشرق لتطويق وتدمير الجيب. ومع ذلك فشل الهجوم المنسق المخطط له في الساعة 18:00، حيث تأخرت الكتيبة 399 بسبب القتال مع مليشيات القبارصة الأتراك. وعندما وصلت حاولت مهاجمة الجيب من تلقاء نفسها، لكنها لم تحقق نجاحًا يُذكر لذا انسحبت.

#### في مناطق أخرى
في حوالي الساعة 10:00 هاجم 450 من مقاتلي منظمة إيوكا-ب الجيب القبرصي التركي في ليماسول، حيث كان يوجد ما يقرب من 1000 من السكان المسلحين بأسلحة خفيفة. وفي الوقت نفسه اشتبك 100 من مقاتلي المنظمة مع جيب أفديمو القبرصي التركي غرب ليماسول، واعتقلوا من سكانها القبارصة الأتراك ليأخذوهم أسرى حرب إلى الملعب الرئيسي في ليماسول.
وفي حوالي الساعة 17:00 وصلت سفينة إنزال دبابات يونانية ليسفوس بقيادة المقدم الفثيريوس هاندرينوس إلى بافوس. وبدأت في قصف مواقع القبارصة الأتراك في الجيب القريب من الميناء بمدافعها المضادة للطائرات عيار 40 ملم. ثم أنزلت السفينة حوالي 450 جنديًا من قوة إحلال ELDYK ، وعادت فورًا إلى البحر للهروب من العدو. فسر الأتراك إنزال ليسفوس بأنها جزء من عملية أكبر، مما أدى في النهاية إلى وصول المدمرات التركية الثلاث التي هاجمتها القوات الجوية التركية بالخطأ.
وفي الساعة 18:00 تم تبني قرار مجلس الأمن رقم 353 بالإجماع. كان من المقرر وقف إطلاق النار حيز التنفيذ في 22 يوليو في الساعة 16:00.
في حوالي الساعة 22:00 أصدرت الميليشيا القبرصية التركية في بافوس استسلامًا عامًا. وفي الوقت نفسه احتمى المدنيون والمليشيات القبرصية التركية في فاماغوستا خلف أسوار المدينة القديمة واستعدوا للحصار.
وفي الساعة 23:00 شنت قوات الكوماندوز الجبلية القبرصية اليونانية هجومًا ليليًا منسقًا شمال جيب أجيرتا - نيقوسيا، في محاولة لتأمين وحصار مرور أجيرتا - نيقوسيا عبر جبال بينداكتيلوس. فهاجم الكوماندوز 31MK و 33MK من الغرب، بينما هاجم الكوماندوز 32MK و 34MK من الشرق.

### 21 يوليو 1974
كان هناك اشتباك مسلح بسيط أو شبه معدوم على رأس الجسر في 21 يوليو 1974، وخلال تلك الفترة غادرت الموجة الثانية من القوات التركية من ميناء مرسين.
في أعقاب إرسال سفينة الإنزال التابعة للبحرية اليونانية ليسفوس (L-172) إلى بافوس وقصف الجيب المحلي للقبارصة الأتراك، تلقى سلاح الجو التركي تقارير عن قوة مهام يونانية من السفن قبالة ساحل بافوس. ردا على ذلك جمعت قوة من حوالي 28 طائرة هجومية من سربين لمهاجمة الأسطول بقنابل وبنادق 750 رطل (340 كجم). ومع ذلك كان هذا خداعًا للإشارات قامت به القيادة البحرية القبرصية اليونانية، التي أرسلت إشارات لاسلكية كاذبة تشير إلى أن المدمرات التي كانت تبحر قبالة بافوس كانت يونانية. في الواقع كانت تلك مدمرات للبحرية التركية كوكاتيب وأداتيب ومارشال فوزي جاكماك التي ذهبت تبحث عن ليسفوس. وبعد الظهر أصيبت السفن الثلاث بنيران جوية صديقة. أصيب كوكاتيب بضربة قاتلة وغرقت مع فقدان 54 من أفراد الطاقم.
بعد اعتراض المعلومات الاستخبارية بأن قائد البحرية القبرصية اليونانية القائد باباييانيس كان متوجهاً إلى كارافاس لتقييم حجم وأبعاد قوة الإنزال التركية، تم إسقاط فريق مكون من 12 مظليًا تركيًا على طريق ميرتو - أسوماتو من أجل نصب كمين لقافلته. تمكنت القوات التركية من إصابة باباييانيس قبل أن تواجههم قوة حرسه الشخصية، مما أجبر القبارصة اليونانيين على التخلي عن خطتهم.

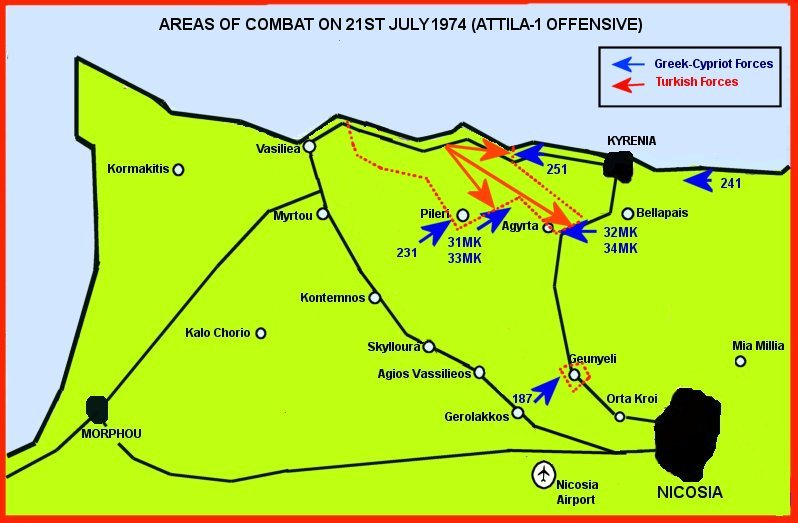
خريطة تصور الجغرافيا التقريبية لهجوم أتيلا 1 اعتبارًا من 21 يوليو 1974.

وفي المساء وافق المجلس العسكري الحاكم في أثينا على ترتيب لإرسال تعزيزات سرية لمساعدة القبارصة اليونانيين على شكل كتيبة مشاة وكتيبة كوماندوز وكتيبة دبابات. تم بذل جهد سريع لإرسال تلك القوات باستخدام عبّارة المركبات الكبيرة ريثيمنون، والتي حملت كتيبة المشاة 537 وكتيبة الدبابات و 500 متطوع قبرصي (بشكل أساسي أنصار منظمة إيوكا-ب). أبحرت هذه السفينة من بيرايوس ذلك المساء.

#### مناطق غرنة ونيقوسيا
وفي نفس المساء بدأ سلاح الجو اليوناني عملية نقل جوي سرية (عملية نيكي) باستخدام 15 طائرة نوراتلاس (السرب 354 «بيغاسوس») في محاولة لنقل كتيبة من الكوماندوز من سودا كريت إلى قبرص. ومع ذلك فقد تعرضت الطائرة بالخطأ لمدافع قبرصية يونانية مضادة للطائرات تابعة للكتيبة 195 MEA / AP في مطار نيقوسيا الدولي، وأسقطت طائرة نوراتلاس ثالثة وفقدان أربعة من أفراد الطاقم و 29 من الكوماندوز. كما تعرضت طائرتين أخريين من نوع نوراتلاس لإطلاق نار سيئ، مما أجبرهما على الهبوط الصعب. وعندما تم اكتشاف الخطأ، تمكنت بعض الطائرات المتبقية من الهبوط الآمن وتفريغ قواتها ومعداتها، مما أدى إلى وجود وحدة يونانية للدفاع عن المطار. كانت هذه الوحدة هي الكوماندوز.

وفي غرنة انتقلت الكتيبة 251 إلى قرية تريميثي للدفاع عن المدينة، بينما تحركت كتيبتا 241 والهندسة شرق غرنة، حيث تم تكليف الأخيرة بتلغيم الساحل. وعند ممر أجيرتا - نيقوسيا حققت قوات الكوماندوز الجبلية القبرصية اليونانية أهدافها، حيث وصلت 31MK و 33MK من الغرب للاستيلاء على قمة جبل كوتسكغيا، بينما وصل 32MK من الشرق لإجبار تركيا على الانسحاب من الممر. وفي خطوة إستراتيجية كارثية صدرت أوامر لأربع كتائب كوماندوز الجبل القبرصي اليوناني بالانتقال من جبال غرنة (حيث أقاموا حصارًا افتراضيًا عبر خط رأس الجسر التركي) وإرسالهم في اتجاه أجيوس بافلوس. دخلت كتيبة المدفعية 187 MPP التي تضررت بشدة من الهجوم الجوي التركي على معسكرها في الصباح السابق في معركة بأربعة مدافع 100 ملم فقط من أصل اثني عشرها. وفي اليوم السابق أطلقت عدة أعيرة نارية على الجيب القبرصي التركي في شمال نيقوسيا، وكذلك في سانت هيلاريون. وفي 21 يوليو انتقلت إلى موقع جديد في جيرولاكوس تحت جنح الليل وقصفت سانت هيلاريون لدعم الحرس الوطني وقوات ELDYK.‏
وبحسب ما ورد تراجعت بعض قوات الحرس الوطني إلى بيلابايس في عربات وأعلام تابعة للأمم المتحدة، ورد أنها أسرت من القوات الفنلندية التابعة لقوة الأمم المتحدة لحفظ السلام في قبرص. ومع ذلك تعرضت حامية الحرس الوطني في بيلابايس لهجوم جوي ورد فيه استخدام النابالم.
في الساعة 06:30 دخلت هدنة حيز التنفيذ حول فندق لاردة بالاس في نيقوسيا، حيث حوصر 386 سائحًا بالداخل. ومع ذلك تم كسر الهدنة في الساعة 11:00 عندما اندلع القتال في نيقوسيا. واستُهدف الفندق بقذائف الهاون الثقيلة.

#### الجيوب القبرصية التركية أخرى
في حوالي الساعة 06:00 انهارت جميع المقاومة التي قام بها القبارصة الأتراك في ليماسول تحت وطأة هجوم القبارصة اليونانيين، وتم أسر ما يقرب من 1000 شخص. وفي تلك الأثناء تم الاستيلاء على قرية بيليري التي يسيطر عليها القبارصة الأتراك من قبل كتيبة المشاة 231.
وفي لارنكا انهارت المحادثات من أجل وقف إطلاق النار في الساعة 03:35 واندلع قتال عنيف، حيث استخدم الحرس الوطني نيران المدفعية وقذائف الهاون. بحلول الساعة 10:30 ورد أن القبارصة الأتراك بدأوا استسلامهم.
الساعة 04:45 هاجمت القوات القبرصية اليونانية مدينة ليفكا بقذائف الهاون والرشاشات الثقيلة. وفي الساعة 08:45 بدأ قصف عالي المستوى من قذائف وصواريخ. تم تطويق ليمنيتيس من قبل الحرس الوطني ووقع قتال متقطع في دنيزلي.

### 22 يوليو 1974

#### منطقة غرنة
وصلت موجة ثانية من القوات البرمائية التركية إلى منطقة الإنزال بنتميلي. واحتوت على فرقة دبابات وسرية مشاة ميكانيكية، تحت قيادة العميد الجنرال هاكي بوراتاس. وشرعت القوات التركية تحت قيادة اللواء بدرالدين ديميريل المؤلفة من فرقة بورا الخاصة والفوج 50 في شن هجوم على الهدف الأساسي وهي مدينة غرنة الميناء الرئيسي على الساحل الشمالي.
بالنسبة للقبارصة اليونانيين تم تغيير قيادة قوة صد الغزو إلى قيادة العقيد كوبوكيس قائد قوة كوماندوز. كما أرسلت القيادة العليا للقبارصة اليونانيين تعزيزات على شكل سرية ميكانيكية من كتيبة المشاة رقم 346، بالإضافة إلى فصيلة مضادة للدبابات تابعة لسرية المدفعية رقم 120. وفي تلك الأثناء على الجانب الشرقي تراجعت كتيبة المشاة 306 إلى غرنة، تاركة وراءها كتيبة المشاة 251 بالإضافة إلى كتيبة نصف القوة من الكوماندوز 33 إم كيه وتقع في قرية أجيوس جورجيوس.
بدأ الهجوم التركي على غرنة حوالي الساعة 11:00 صباحًا، مما أدى إلى هجوم على قيادة 33MK، وإجبار الكتيبتين 306 و 251 ذات القدرة المحدودة المضادة للدبابات على التراجع الكامل نحو غرنة. فشلت كتيبة المشاة 241 القريبة من بناء خط دفاعي إلى الغرب من غرنة، وتم اجتياحها.
ونتيجة لذلك فإن التقدم التركي نحو غرنة على طول الطريق الساحلي الشمالي قد قاومه خطان دفاع متحركان يقسمان طريقهما إلى نصفين. في الحالة الأولى، تمكن دفاع 33MK فقط من تدمير دبابتين تركيتين من طراز M47 بمدافع عديمة الارتداد عيار 106 ملم. أدى الفشل في كبح القوات التركية إلى تأثر الخط الثاني بسرعة، حيث تمكنت الكتيبة 241 من شل دبابة M47 ثالثة بصاروخ مضاد للدبابات. أدت الطبيعة السريعة والعدوانية للهجوم التركي إلى فقدان دبابتين M47 إضافيتين بالقرب من قلعة غرنة لهجوم المشاة، مما رفع إجمالي خسائر الدبابات في ذلك اليوم إلى 5 دبابات إلى جانب 23 ضحية.
دخلت القوات التركية غرنة ثم انفصلت إلى قوتين - واحدة تسعى إلى إنشاء رأس جسر جديد في ميناء غرنة بينما توجهت القوة الثانية إلى ممر بوغازي - أركيبتا لتتحد مع قوات المظليين هناك. وفي نهاية فترة ما بعد الظهر، تم تشكيل رأس جسر صلب بين غرنة وقرية غيونلي ذات الموقع المركزي، والتي تتمتع بموقع استراتيجي على طريق غرنة - نيقوسيا. كانت القاعدة المحصنة للقبارصة الأتراك في غيونلي الآن تحت سيطرة اللفتنانت جنرال نور الدين إرسين (الفيلق السادس).

#### فاماغوستا
أكملت سرية المدفعية القبرصية 199 MGP المجهزة بأربعة مدافع عيار 3.7 بوصة (94 ملم) ومدفعان مضادان للطائرات عيار 0.50 هجومها على الجيوب القبرصية التركية في صقاريا وكاراوغلو ومدينة فاماغوستا القديمة بعد يومين من القصف، لدعم الكتيبتين 201 و 386. وفي يوم 20 و 21 كانت تلك الوحدة تطلق النار من كلابسيدون، على الرغم من أنها انتقلت في 22 يوليو إلى محيط دير أبوستلوس برنابا.

#### نيقوسيا - جيب سانت هيلاريون والمناطق المحيطة بها
في الساعة 15:00 شن الطيران التركي غارة جوية مكثفة على مطار نيقوسيا. ولكن جرى وقف إطلاق النار في الساعة 16:00 ليتم خرقه من خلال مزيد من القصف في الساعة 17:15. وقع اشتباك بري بالقرب من قرية ديكومو القبرصية اليونانية الساعة 18:15. ووقع قتال عنيف في منطقة تراخوناس، وأسقطت كتيبة من المظليين الأتراك في بوغاز الساعة 13:30. اضطرت قوات قوة الأمم المتحدة لحفظ السلام في قبرص إلى مغادرة معسكر تجيكلوس في منطقة غرنة مع وجود اللاجئين تحت إشرافهم الساعة 14:20 بسبب القتال العنيف وحرائق الغابات.
أكملت كتيبة المدفعية 189 MPP المجهزة بثمانية مدافع عيار 100 ملم وستة مدافع مضادة للطائرات قصفها المدفعي الثقيل على أهداف غيونلي وإطلاق النار على المروحيات التركية في المنطقة. تعرضت تلك الكتيبة لقصف متكرر من القوات الجوية التركية دون خسائر حتى 22 يوليو.
بدأت كتيبة المدفعية 185 MPP هجومًا على الجيب التركي غيونلي - سنت هيلاريون، والذي استمر حتى اعتماد وقف إطلاق النار.

### 23 يوليو 1974

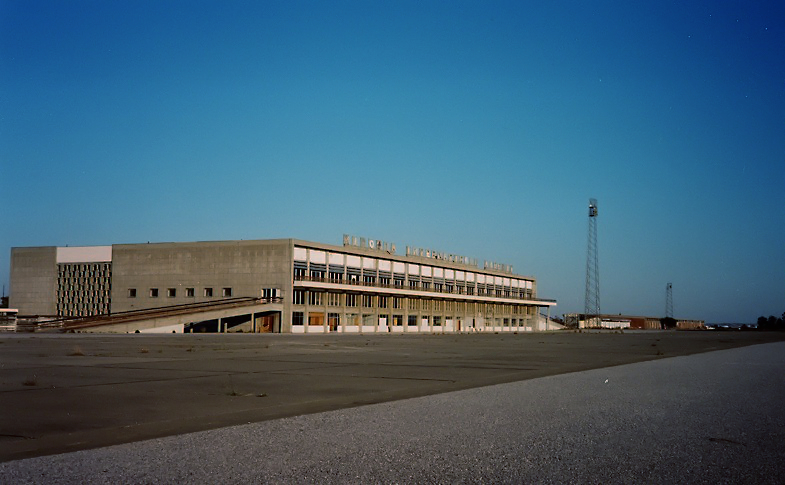
كان مطار نيقوسيا موقعًا لقتال كبير خلال الغزو.

تلقت قوة الكوماندوز اليونانية (35MK) المتمركزة في مدرسة رئيس الأساقفة في نيقوسيا أوامرها - كان من المقرر نقل قوة الكتيبة المكونة من ثلاث سرايا كوماندوز LOK (41 و 42 و 43) على الفور إلى مطار نيقوسيا الدولي للدفاع عنها. حيث متوقع هجوم من القوات التركية التي تتحرك عبر رأس حربة غرنة- نيقوسيا. وتمكنت سرية من القوات الخاصة القبرصية اليونانية وسرية من مشاة ELDYK وسرية من شرطة المطار شبه العسكرية من الدفاع عن المطار، وقد تم تجهيز الأخيرة بأسلحة مضادة للدبابات وخمس مركبات مدرعة من طراز إم 8 غريهاوند.
وصلت قوات الكوماندوز إلى مطار نيقوسيا عبر حافلات المدينة القديمة في الوقت المناسب. واتخذت مواقع دفاعية داخل وحول مبنى الركاب الرئيسي، حيث وصلت قافلة من المركبات التركية إلى الطرف الشمالي من المطار على بعد حوالي 500 متر من المدافعين. كانت الخطة الرئيسية هي التعاون مع الكوماندوز القبرصي اليوناني في نشر عدد من المدافع الرشاشة والأسلحة المضادة للدبابات (كان لدى اليونانيين ثلاث قذائف من طراز EM69 عيار 90 ملم)، والسماح للقوات التركية بالتقدم في مسار النيران المتداخلة. ومع ذلك رصدت وحدات التقدم التركية بعض مواقع العدو وبدأت هجومًا عامًا من الشمال.
تمكن القبارصة من ايقاف الموجة الأولى من هجوم سرايا المشاة التركية بواسطة الأسلحة الثقيلة ونيران الأسلحة الصغيرة من 42 LOK و 43 LOK إلى الجنوب، بينما فتح 41 LOK النار من المحطة على الجناح. وبعدها عاد الأتراك إلى مواقعهم بخسائر كبيرة. ثم أعادوا تجميع صفوفهم وتقدموا مرة أخرى بكتيبة نحو مواقع 42 و 43 LOK، متحدين وابلًا من الرصاص. في المقابل بدأ الأتراك إطلاق النار من خطهم الخلفي بقذيفة هاون 4.2 بوصة (110 ملم) من اتجاه معسكر مجاور للأمم المتحدة. وشن القبارصة اليونانيون هجومًا مضادًا ضد المشاة الأتراك داخل محيط المطار من خلال مهاجمة القوات البرية بمركباتهم المدرعة الخمس من طراز إم 8 غريهاوند.
واستهدفت القوات التركية المتمركزة بالقرب من معسكر الأمم المتحدة من قبل المدمرة اليونانية 41 LOK التي أطلقت عليها قنابل فسفورية من طراز M79 لإحداث حريق في الأدغال ودخان. كما تم إطلاق صاروخ 90 ملم مضاد للدبابات في اتجاه موقع مراقبة مشتبه به في منزل على الطرف الشمالي للمطار ، مما أجبره على التخلي عنه. وقبل وصول القوات الكندية التابعة للأمم المتحدة حاولت دبابتان تركيتان من طراز M47 على المحطة الشرقية. فقام المدافعون بتدميرهما باستخدام البازوكا.
تلقت كتيبة المدفعية 187 MPP هجمات مدفعية من القوات التركية في أركادي، مما أدى إلى خسارة ستة أفراد.

### بعد انتهاء أتيلا 1
بعد أتيلا 1 سيطرت القوات التركية على 7٪ من مساحة الجزيرة. ونجحوا في ربط مكان الإنزال في الشمال بجيب القبارصة الأتراك الكبير شمال نيقوسيا. وسيطروا على ميناء غرنة، مما مكنهم من زيادة معدل التعزيزات القادمة من تركيا، وهو أمر أساسي للهجوم التالي. ووفقًا لإعلان أصدره رئيس الوزراء التركي بولنت أجاويد في 25 يوليو، فقد الجيش التركي 57 قتيلاً و 184 جريحًا و 242 مفقودًا. خسائر القبارصة الأتراك غير معروفة. وبين 20 و 22 يوليو عانت القوات اليونانية من 215 قتيلاً و 223 في عداد المفقودين، وعدد غير معروف من الجرحى.

## المناوشات من 24 يوليو إلى 13 أغسطس
في 1 أغسطس 1974 طردت عناصر من الفرقة 28 التركية كتيبة مشاة قبرصية يونانية رقم 316 من تلة 1024 (كيباريسافونو) في جبال بينيداكتيلوس الغربية، ودفعتهم جنوبًا إلى ممر لابيثو كارافاس. وخلال الليل هاجمت سرية ب من 31MK مغاوير تلة 1024 واستعادتها من الأتراك. وفي قرية كارافاس أصيبت دبابة تركية M47 ودمرت بصاروخ 3M6 Shmel مضاد للدبابات.
في 2 أغسطس 1974 تعرضت السرية ب التابعة لـ 31MK مغاوير لهجوم شنته قوات كوماندوز تركية، لكنها صدت الهجوم. في فترة ما بعد الظهر شنت عناصر أكبر من الفرقة 28 التركية هجومًا ثانيًا على القمة، مما أجبر الكوماندوز القبارصة اليونانيين على التخلي عن التل 1024 والتراجع. فشنت كتيبة المشاة 316 التي كانت وقتها في جنوب 1024 في كورنوس هيل كمينًا لقوة كبيرة من الفرقة 28 والتي كانت مجهزة بدبابات M47 وناقلات جند مدرعة M113. فدمرت القوة 316 دبابة M47 وناقلة جند M113، واستولت على M47 و M113. ونقلت المركبتين الأخيرتين بسرعة إلى كتيبة المشاة الميكانيكية 286MTP التي أرسلت فريق مساعدة إلى المنطقة صباح يوم 3 أغسطس.
وفي 3 أغسطس 1974 جرى إنشاء خط دفاعي رئيسي على الجبهة الغربية في كارافاس لإغلاق ممر كارافاس-لابثوس أمام الفرقة 28 التركية. وجرى تفعيله من السرية الأولى ELDYK وكتيبة المشاة القبرصية اليونانية 316 و 321 و 256، بالإضافة إلى سرية من جنود غير نظاميين.
في فجر 6 أغسطس 1974 شنت الفرقة التركية 28 هجومًا على خط دفاع كارافاس للقبارصة اليونانيين واليونانيين. بدأت بقصف مدفعي ثقيل وقذائف هاون مدعومًا بالمدفعية البحرية (أطلقت الأخيرة النار على كتيبة المشاة 256 في الخط الخلفي). مع غطاء مدفعي مشترك ودبابات وقوات بحرية، توسعت الفرقة 28 التركية غربًا نحو كارافاس، بينما تحرك لواء كوماندوز تركي ومعه فوج مشاة 61 فوق جبال بينيداكتيلوس ليحاصروا القبارصة اليونانيين من الشمال الشرقي. وقصفت القوات الجوية التركية بشكل مكثف مناطق لابثوس-كارافاس إلى فافيلا-فاسيليا. وفي كيفالفوريسو خارج لابثوس هاجمت السرية الأولى ELDYK عناصر من الفوج 61 التركي بمساعدة قذائف الهاون. ولكن بعد الظهر تراجعت جميع القوات القبرصية اليونانية الموجودة في المنطقة إلى الخط الدفاعي فاسيليا - فافيلا. وخلال المعركة تدمرت دبابتان تركيتان M47 نتيجة قذائف عديمة الارتداد بالقرب من لابيثوس.
في 7 أغسطس هاجمت الفرقة 28 التركية الخط فاسيليا-فافيلا الدفاعي بنيران المدفعية الداعمة، لكن لم تشن أي هجوم للمشاة.

## هجوم أتيلا 2

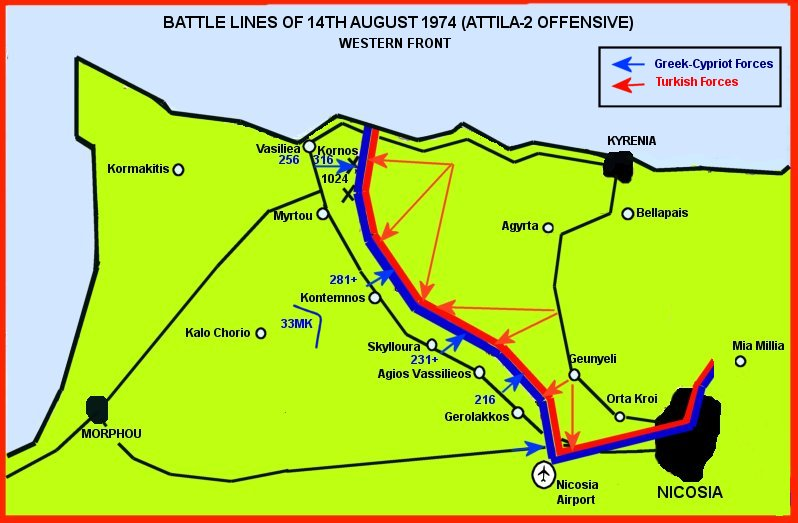
خريطة تصور خطوط المعركة الغربية في 14 أغسطس 1974 مع بداية هجوم أتيلا-2.

في 14 أغسطس 1974 بدأت القوات التركية هجومًا رئيسيًا ثانيًا، معززة بفرقتين مشاة وعناصر داعمة، أطلق عليه اسم أتيلا -2. استمر هذا الهجوم ثلاثة أيام وتسبب في انهيار دفاعات الحرس الوطني القبرصي والقوات اليونانية في قبرص (ELDYK)، مما أدى إلى الاستيلاء على بلدات فاماغوستا ومورفو والحي الشمالي من نيقوسيا. حاول القبارصة اليونانيون إقامة خط دفاعهم الشرقي الرئيسي بين قريتي ميا ميليا ونيا تشوريو شمال شرق نيقوسيا.

### القوات اليونانية
تم تقسيم القوات اليونانية إلى ثلاثة أقسام: غربية ووسطى وشرقية. كانت الخطة اليونانية هي تأخير القوات التركية غربًا وشرقًا، مع التراجع إلى خط الدفاع الرئيسي، والاحتفاظ بمواقع في المركز. كان خط الدفاع الرئيسي المعروف باسم خط ترودوس، هو خط الدفاع حيث تقف الوحدات اليونانية وتقاتل. حتى ذلك الحين صدرت أوامر للوحدات اليونانية بالقتال بمرونة والتراجع عند الحاجة. ترك خط ترودوس حوالي 40٪ من الجزيرة بما في ذلك فاماغوستا في متناول القوات التركية.
تم الدفاع عن القطاع الغربي من قبل المجموعة التكتيكية 11 (TG 11). كان جانبه الأيسر (شمالًا) عند البحر بالقرب من فاسيليا، ويمينه (جنوبًا) مواقع الأمم المتحدة حول مطار نيقوسيا الدولي. تألفت TG 11 من الكتائب التالية: الكتيبة 256 (المتمركزة حول سرية ELDYK الأولى حيث تكبدت خسائر فادحة في 6 أغسطس في معركة لابثوس-كارافاس) في فاسيليا، والكتيبة 316 (معززة بجزء من كتيبة الاحتياط 366) في كورنوس، والكتيبة 281 (معززة بسرية واحدة من 286) في كونتمينوس، والكتيبة 231 (مع بقية 286) في سكايلورا، والكتيبة 216 في جيرولاكوس و 33MK كوماندو في تلة 350 بالقرب من كالو تشوريو. سيطرت قوة كندية تابعة للأمم المتحدة على مطار نيقوسيا الدولي، بجوار خطوط القتال لقوة مشتركة كبيرة من تعزيزات ELDYK (A / 35MK كوماندوز) بالإضافة إلى سرية من الكتيبة 286 وسرية من شرطة القبارصة اليونانيين شبه العسكرية.
أما القطاع المركزي فكان من مطار نيقوسيا الدولي إلى ضاحية نيقوسيا في ميا ميليا. وتألفت من: كتيبة الاحتياط 212 وكتيبة معسكر ELDYK (3 سرايا) وكتيبة الاحتياط 336 (معززة بمختلف السرايا وقوامها الإجمالي 1300 رجل) والكتيبة 211 وكتيبة المدفعية 187.
أما الجناح الشرقي أقوى القطاعات، حيث كان من المتوقع أن يخفض قوة الهجوم التركي. تم الدفاع عنها من قبل قيادة القطاع الشرقي، والتي تألفت من المجموعة التكتيكية الثانية عشرة والمجموعة التكتيكية التاسعة. وإلى الشرق تم وضع القيادة التكتيكية العليا الأولى والمجموعة التكتيكية الخامسة عشرة. يقع TG التاسع شمالًا من البحر وتحتوي جبال بينتاداكتيلوس؛ والجنوبي الثاني عشر من الجبال حتى قرية ميا ميليا. ومن الشمال إلى الجنوب كانت الوحدات: 9 TG: كتيبة 361 و 32 MK كوماندوز وكتيبة 346 الاحتياط. الكتيبة 12 TG: الكتيبة 251 (معززة بسرية احتياط واحدة) والكتيبة الاحتياطية 305 بـ 150 رجلاً، الكتيبة 399 والكتيبة 241 الاحتياطية. وشملت الوحدات المستقلة الكتيبة 398 التي تواجه جيب تسياوس القبرصي التركي والكتيبة 226 من الاحتياطي.
بلغ الحجم الإجمالي للقوات اليونانية حوالي عشرين ألف جندي (18000 قبرصي يوناني و 2000 يوناني) مع 21 دبابة T-34، وبضعة عشرات من ناقلات الجنود المدرعة والعربات المدرعة ونحو 70 قطعة مدفعية.

### القوات التركية
تألفت القوات التركية بشكل أساسي من فرقتين مشاة (28 و 39) وفوج مدرع (كتيبة دبابات وكتيبة مشاة ميكانيكية من اللواء الخامس المدرع) وفوج تركي في قبرص (معزز بكتيبة مظلات وكتيبة اللواء المدرع الخامس من الفوج 50)، ولواء كوماندوز ولواء مظلي، بالإضافة إلى عناصر إضافية من وحدات مختلفة بإجمالي يقدر بـ 160-200 دبابة و 200 ناقلة أفراد و 120 مدفعية ميدانية و 40,000 جندي. يضاف إليهم الأفواج الخمسة المتبقية من القبارصة الأتراك (مع 19 كتيبة). فقدت القوات القبرصية التركية 3 أفواج (8 كتائب) خلال أتيلا 1.
تم تقسيم الخطة التركية إلى مرحلتين: المرحلة الأولى تقرر بأن الفرقة 39 والفوج المدرع يهاجمان سهول ميساوريا في الشرق ويتحدان مع جيب فاماغوستا القبرصي التركي. ثم تتقدم الفرقة 28 جنوبًا باتجاه مطار تيمبو وتتصل بشرق خط ترودوس. ومدة المرحلة الأولى هي يومين.
ثم تبدأ المرحلة الثانية مساء اليوم الثاني. خلال هذه المرحلة يتقدم لواء كوماندوز من مواقعه في أجيوس إرمولاوس جنوبًا نحو مورفو، وفي اليوم الثالث يتقدم غربًا ليتحد مع جيب لیمنیتیس القبرصي التركي. ومع ذلك كانوا إما غير راغبين أو غير قادرين على الاتحاد مع الجيب الساحلي كوكينا (إرينكوي) في أقصى الغرب، لذلك لا يزال جيبًا في شمال قبرص حتى يومنا هذا.
خلال كلتا المرحلتين تحاول القوات التركية التقدم داخل نيقوسيا وإلى الغرب من المدينة باتجاه مطارها الدولي وطريق نيقوسيا - مورفو.

### 14 أغسطس 1974
في الساعة 6:30 صباحًا ولمدة 30 دقيقة تقريبًا بدأت البحرية التركية والقوات الجوية والمدفعية في إطلاق النار على مواقع التحالف اليوناني في القطاع الشرقي. لم تكن نيران المدفعية اليونانية كافية لإسكات النيران التركية. وبعدها هاجمت وحدات تركية من الفرقة 39 خط دفاع ميا ميليا لقوات التحالف اليوناني، الذي تسيطر عليه كتيبة المشاة 399 القبرصية اليونانية معززة بقاذفتي صواريخ من طراز 3M6 من طراز Shmel و 4 قاذفات عديمة الارتداد عيار 106 مم و 12 مدفع مضاد للدبابات 6 مدقة. واستغلت الكتيبة 399 مجرى نهر صغير جاف ليكون خندق مضاد للدبابات، ووضعت ألغامًا مضادة للدبابات أمام الخندق. وقد أبلغت قوات الأمم المتحدة بالطرق الخالية من الألغام، فمنها ومن مصادر عديدة عرفت الفرقة 39 التركية بذلك.
تم صد هجوم المشاة التركي الأولي ضد مواقع كوتسوفينتيس وميا ميليا. ولكن سرعان ما تبعتها هجمات مدرعة. فاستدارت الدبابات التركية حول حقول الألغام اليونانية في ميا ميليا. وفي الساعة 10:00 صباحًا التحموا بخطوط الكتيبة 399 القبرصية اليونانية، ثم اخترقوها في 10:30 صباحًا وقسموها إلى قسمين. في الساعة 10:55 صباحًا أمرت GEEF (القيادة العليا للحرس الوطني القبرصي) قيادة القطاع الشرقي بالانسحاب إلى خط ترودوس. أخرت الكتيبة 241 التي كانت بمثابة احتياطي للمجموعة التكتيكية الثانية عشرة القوات التركية حتى الساعة 11:00 صباحًا، لكنها كانت تفتقر إلى أسلحة مضادة للدبابات، فبدأت في الانسحاب فورًا نحو فاماغوستا.
بعد انهيار الخط الدفاعي للقبارصة اليونانيين، أمرت قيادة الحرس الوطني الكتيبة 226 بتشكيل خط دفاعي مع الكتيبة الاحتياطية 341 من أجل تأخير القوات التركية. ولكن الكتيبة 226 تراجعت في الساعة 21:00 نحو الجنوب، بينما بقيت الكتيبة 341 مكانها. وبدأ سلاح الجو التركي في قصف القوات اليونانية المنسحبة وبدأت كتائب المدفعية القبرصية اليونانية بالتراجع إلى الشرق أيضًا. واجهت المجموعة التكتيكية التاسعة -على الرغم من أنها لم تتعرض للهجوم- خطر التطويق من الجنوب، فبدأت انسحابها بحلول الساعة 12:00. في الساعة 14:30 وصلت إلى فاماغوستا.
وفي القطاع الأوسط قُصف معسكر ELDYK بنيران المدفعية والطيران التركي. تم دعم قوات ELDYK بنيران المدفعية القبرصية اليونانية، وزودتها كتيبة المدفعية 187 بمدافع سوفيتية 100 ملم. وفي الساعة 10:00 تعرض المعسكر لهجوم من المشاة الأتراك، ثم بالدبابات في الساعة 11:00، ولكن تم صد الهجمات. وفي الساعة 15:00 تم صد هجوم مشاة جديد. وخسر ELDYK قتيلاً و 7 جرحى في هذا الاشتباك. وكانت الخسائر التركية ثقيلة نسبيًا، لكنها سمحت بالاستيلاء على قمة التل المجاورة في إليسايوس.
في القطاع الغربي لم يكن هناك تحركات قوية. فقد تخلت القوات القبرصية اليونانية عن قمة التل، التي كانت نقطة مراقبة للقوات القبرصية اليونانية بعد هجوم تركي. ولم يكن هناك أي نشاط لاستعادتها.

### 15 أغسطس 1974
في القطاع الشرقي ، عبرت الوحدات المنسحبة من المجموعة التكتيكية القبرصية اليونانية 12 خط دفاع الكتيبة 341 في الساعة 10:30. وعزلت الكتيبة الاحتياطية 341 المعززة بثلاث دبابات T-34 وستة مدافع 6 مدافع وتمسك بخط دفاعها غرب فاماغوستا بمفردها. واصلت بقية القوات اليونانية انسحابها إلى لارنكا وخط دفاع ترودوس الرئيسي.
في الساعة 14:00 اقتربت الدبابات التركية وفوج المشاة 14 التركي من الكتيبة 341. فأمرت قيادتها بعد أن أدركت أنها معزولة ولوحدها بالتراجع في الساعة 17:00 تحت غطاء دبابات تي-34. وتركت بعض دبابات T-34 (بسبب الأعطال الميكانيكية) وستة مدافع 6 رطل في أماكنها.
دخلت الوحدات التركية الأولى ومعها 4 دبابات M47 و 11 ناقلة جنود من طراز M113 فاماغوستا في الساعة 17:30. والتحمت مع الوحدات القبرصية التركية، لكنهم لم يدخلوا منطقة القبارصة اليونانيين غير المحمية.
وشهد القطاع المركزي تبادلاً كثيفًا لإطلاق النار، لكن دون اشتباكات كبيرة.
في القطاع الغربي اشتبكت الوحدات المدرعة التابعة للفرقة 28 التركية بالوحدات اليونانية حوالي الساعة 14:30. وتقدم لواء الكوماندوز التركي إلى الشرق لتعزيز الهجوم. إجمالاً تقدمت الوحدات التركية حتى 6 كيلومترات إلى الغرب. في ليلة 15 إلى 16 أغسطس أُمر الفريق التكتيكي 11 القبرصي اليوناني (المسؤول عن القطاع الغربي) بالانسحاب إلى خط دفاع ترودوس الجديد.

### 16 أغسطس 1974
في القطاع الشرقي عززت القوات التركية مكاسبها لكنها لم تقم بأي تحركات كبيرة. أعادت القوات اليونانية تنظيمها للدفاع على خط ترودوس.
وفي القطاع الأوسط بدأ سلاح الجو التركي بقصف المواقع اليونانية حول معسكر ELDYK في الساعة 8:30 صباحًا. ثم بدأ تشكيلان تركيان كل منهما سرية دبابات وكتيبة مشاة قوية بالاقتراب من المعسكر تحت غطاء نيران المدفعية. وفي الظهيرة وصل التشكيلان التركيان إلى 800 متر من المخيم، حيث توقف أحدهما لتوفير نيران الدعم للآخر أثناء هجومه على المخيم. وبدأت عناصر من التشكيل التركي الأول في تطويق المعسكر اليوناني من الشرق. وفي الساعة 13:00 توقفت المدفعية القبرصية اليونانية عن دعمها للقوات اليونانية داخل معسكر ELDYK. وأمرت القوات اليونانية التي تواجه الهزيمة بالانسحاب عبر الخطوط التركية. وفي الساعة 13:30 كان المخيم في أيدي الأتراك. كانت الخسائر كبيرة جدا بين الجانبين. فالإحصاء الرسمي لـ ELDYK هو 80 قتيلاً و 22 جريحًا و 5 مفقودين. أما خسائر الجيش التركي فكانت أقل حيث تم تدمير أربع دبابات M48 ببنادق عديمة الارتداد وخامسة بقصف مدفعي مباشر.
وواصلت القوة التركية اتجاهها جنوبا ودفعت الكتيبة 212 القبرصية اليونانية إلى الخلف. لكنها توقفت بعد تلقي نيران يونانية مضادة للدبابات. كما هاجموا الكتيبة 336 داخل نيقوسيا، وتقدموا حوالي 100 متر لكن بعد سقوط حوالي 50 قتيل. خلال هذا الاشتباك وقعت معركة بالدبابات في الربع الشمالي من نيقوسيا، حيث اشتبكت ثلاث دبابات قبرصية يونانية من طراز T-34 ودمرت دبابة واحدة من طراز M47 للجيش التركي.
وفي القطاع الغربي تراجعت المجموعة التكتيكية 11 القبرصية اليونانية بأكملها إلى خط ترودوس. تم ترك فصيلين للبقاء على اشتباك مع القوات التركية المتقدمة.
تقدمت القوات التركية ببطء نحو الشرق، فاستولت على مورفو في الساعة 12:30 ولیمنیتیس في الساعة 18:00. وعندما أعلنت الأمم المتحدة وقف إطلاق النار في الساعة 18:00، لم تكن القوات التركية قد وصلت خط ترودوس. نتيجة لذلك في 17 أغسطس أمرت كل من القيادة اليونانية والتركية وحداتها بالتقدم على الرغم من وقف إطلاق النار.
عانت عدة وحدات من القبارصة اليونانيين في القطاع الغربي بشدة من الفرار من الخدمة، حيث هجر جنود الاحتياط وحداتهم. وهكذا كان خط ترودوس سيئًا.

### ما بعد أتيلا 2
بعد توقف هجوم أتيلا -2 مباشرة عزز كلا الجانبين مواقعهما وحصنوا خطوطهم الأمامية بالخنادق وحفر مضادة للدبابات وحقول ألغام وخطوط الأسلاك الشائكة. بذل القبارصة اليونانيون جهودًا قوية لإعادة الوحدات التي عانت من حالات الفرار الشديدة، وانخرطوا في جهود تعبئة كبيرة خلال الفترة من 1975 إلى 1977. واعتمدت تلك القوات التي حُرمت من المعدات العسكرية من خلال الاستنزاف والاستخدام الحربي، بشكل كبير على المساعدات العسكرية من البحرية اليونانية لتلبية احتياجاتها من الذخيرة الأساسية. وعلى الجانب الآخر عززت القوات التركية سيطرتها الجديدة على شمال قبرص من خلال بناء قواعد رئيسية، وتحويل مطار في ليفكونيكو إلى مجال جوي عسكري عامل بمدرج متواضع. لم تُتخذ أي إجراءات أخرى بعد 18 أغسطس 1974.